# Альошина Ольга Павлівна

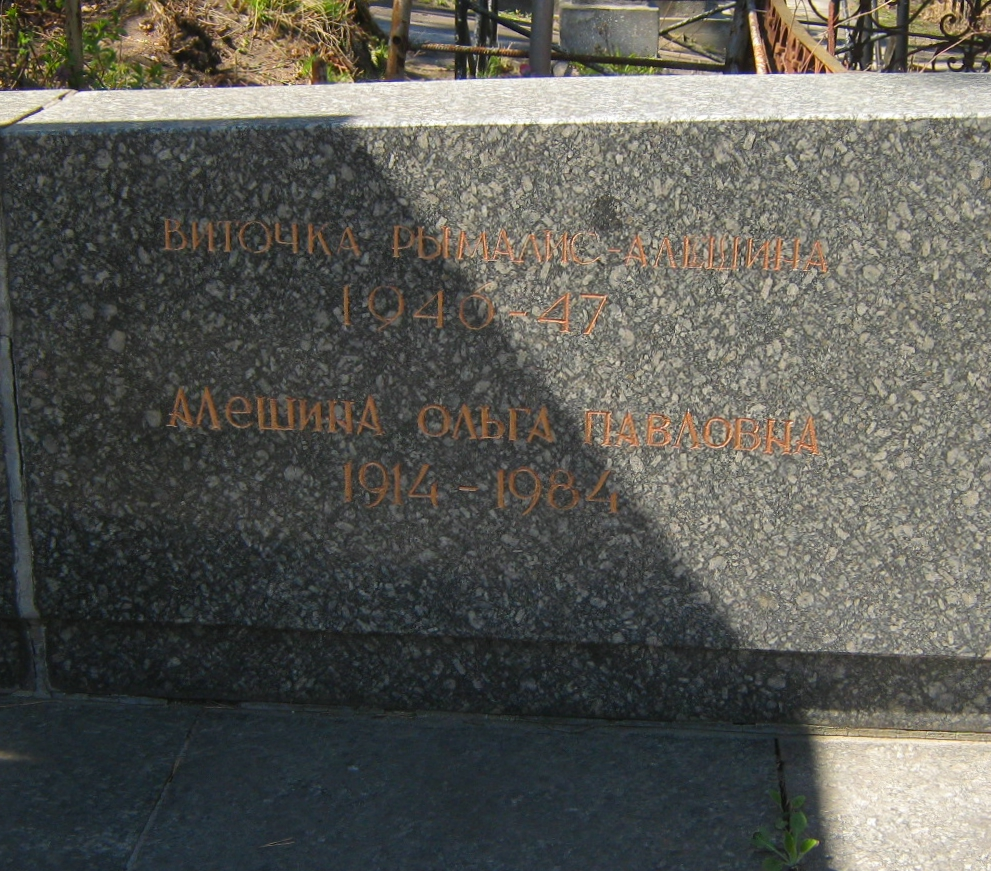
Надгробок на могилі Ольги Альошиної

Альо́шина О́льга Па́влівна (19 березня 1911, Київ — 11 лютого 1984, Київ) — українська радянська архітекторка, донька архітектора Павла Федотовича Альошина.

## Біографія
Народилася 19 березня 1911 року в Києві в родині Павла Федотовича і Ольги Федорівни Альошиних. У 1929–1934 роках навчалася в Київському інженерно-будівельному інституті.
В 1935–1937 роках працювала на посаді архітектора архітектурно-проєктної майстерні, в 1937–1941 роках та 1946–1952 роках — архітектор, старший архітектор, керівник групи міністерства суднобудівної промисловості.
Учасниця німецько-радянської війни, нагороджена медалями: «За відвагу», «За бойові заслуги», «За перемогу над Німеччиною» та іншими.
В 1944–1945 роках — начальник відділу кадрів Академії архітектури та спецчастини, в 1946–1952 роках — керівник групи міністерства суднобудівної промисловості, в 1952–1953 роках — начальник відділу керівництва проєктними організаціями міськкому КП України, в 1953–1964 роках — головний архітектор проєкту інституту «УкрНДІпроект», в 1964–1965 роках — начальник відділу цивільного будівництва інституту «Укргідронафта», в 1965–1974 роках — головний архітектор архітектурно-планувальної майстерні, в 1983–1984 роках — інспектор Спілки архітекторів України.
Померла 11 лютого 1984 року. Похована в Києві на Лук'янівському кладовищі поруч із батьком (ділянка № 15, ряд 3, місце 54).

## Архітектурна діяльність

### Творчий доробок в Києві
- побудова і реконструкція будинку Інституту фізики (1936, співавтор);
- проєкт житлового будинку Наркомзему по вулиці Франка (1936, співавтор);
- житловий будинок на 70 квартир заводу № 300, площа Урицького (1946, спільно з архітектором Геккером);
- ремісниче училище заводу № 300 (1947, автор);
- клуб-їдальня заводу № 300 на Судоверфній вулиці (1949, автор проєкту; будівництво спільно з архітектором П. А. Геккером, 1950);
- адмінбудинок заводу № 300 по вулиці Комінтерна (1949, у співавторстві; проєкт не здійснено);
- гуртожиток заводу № 300 по Провіантській вулиці, автор;
- комплекс Академмістечка з житловим масивом у Жовтневому районі (проєкт 1960–1962; збудовано в 1963 році; співавтор з архітектором К. Ф. Єжовою).

### Інші роботи
- Комсомольська площа в Донецьку;
- Парк культури і відпочинку в Горлівці (проєкт 1954 року, збудовано в 1955–1957 роках);
- громадський центр у Олександрії (1960);
- адміністративний будинок Міннафтопрому в Москві (проєкт 1971 року, збудовано в 1973 році).